# نيك باركر
نيك باركر (بالإنجليزية: Nick Parker)‏ هو عسكري بريطاني، ولد في 13 أكتوبر 1954.